# Ermin Zeć
Ermin Zec est un footballeur international bosnien né le 18 février 1988 à Bugojno.

## Sélection
- 10 sélections et 1 but avec l'équipe de Bosnie-Herzégovine de football depuis 2008.